# Гомшасар
Гомшасар, Гямиш (вірм. Գոմշասար, азерб. Gamışdağ) — найвища вершина Малого Кавказу, розташована на Мравському хребеті в Нагірному Карабасі. Висота — 3724 м.